# Lindenäs (naturreservat)
Lindenäs är ett naturreservat i Finspångs kommun i Östergötlands län.
Området är naturskyddat sedan 2006 och är 15 hektar stort. Reservatet består av äldre tallskog, hällmark och ett mindre område med gammal granskog.